# Villa Tesdorpf

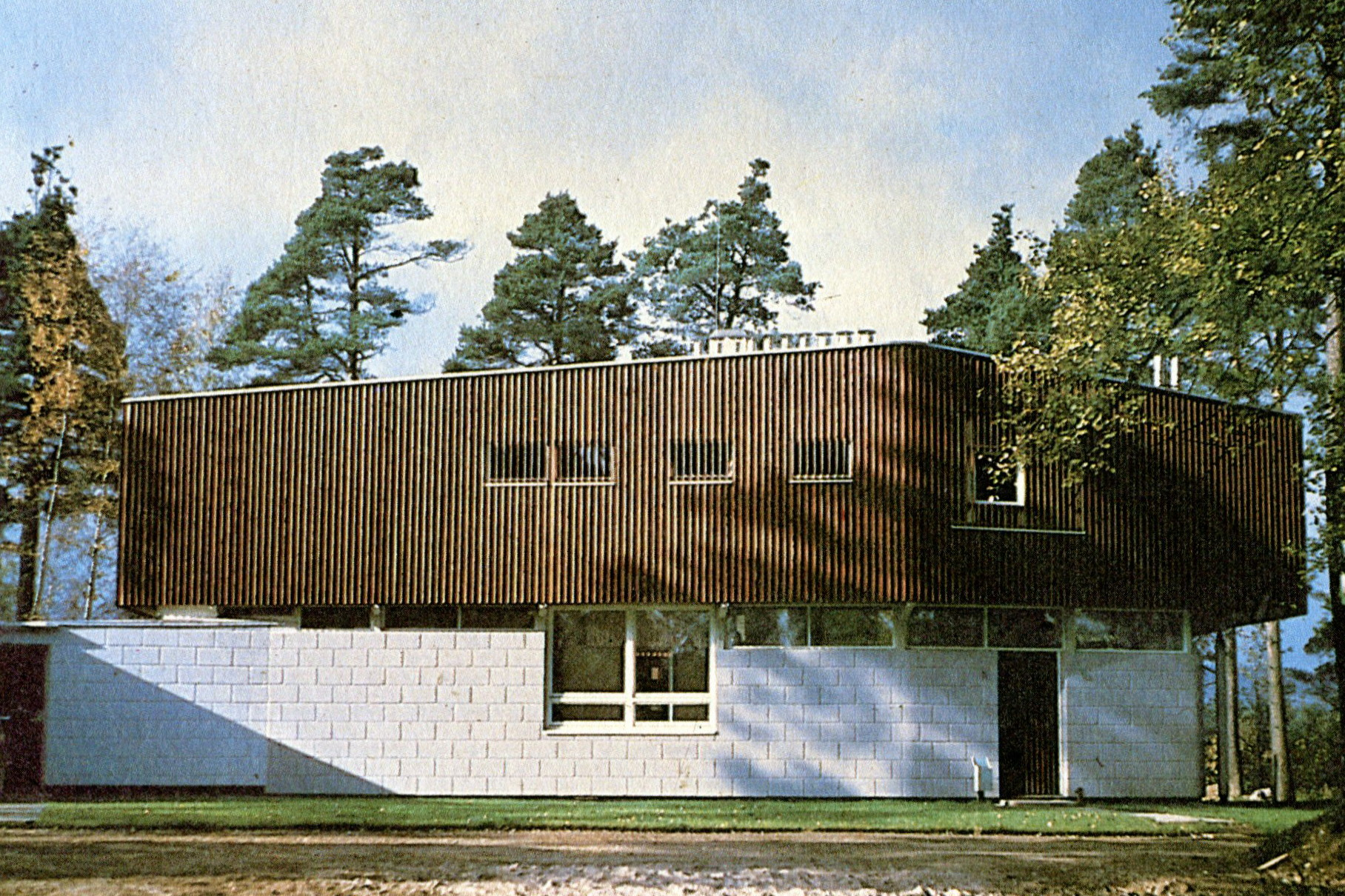
Villa Tesdorpf i Skövde, fasad mot öst.

Villa Tesdorpf är en byggnad vid Tallbacksstigen 11 i Skövde. Huset ritades av Ralph Erskine och uppfördes 1954 av och för byggmästaren Carl Tesdorpf. Villan anses har ett stort kulturhistoriskt värde och är utpekad i kulturmiljöprogrammet för Skövde kommun.

## Byggnadsbeskrivning
Beställare till denna privatvilla var byggmästaren och civilingenjör Carl Tesdorpf i Skövde. Huset skulle fungera som bostad för fyra personer och för representation. På en trång skogstomt ritade Ralph Erskine tillsammans med sin medarbetare Lennart Bergström en tvåvåningsbyggnad med en tung, muromsluten bottenvåning i målade lättbetongblock och en lätt övervåning i trä med fasader klädda av vertikal, brunlaserad furupanel.

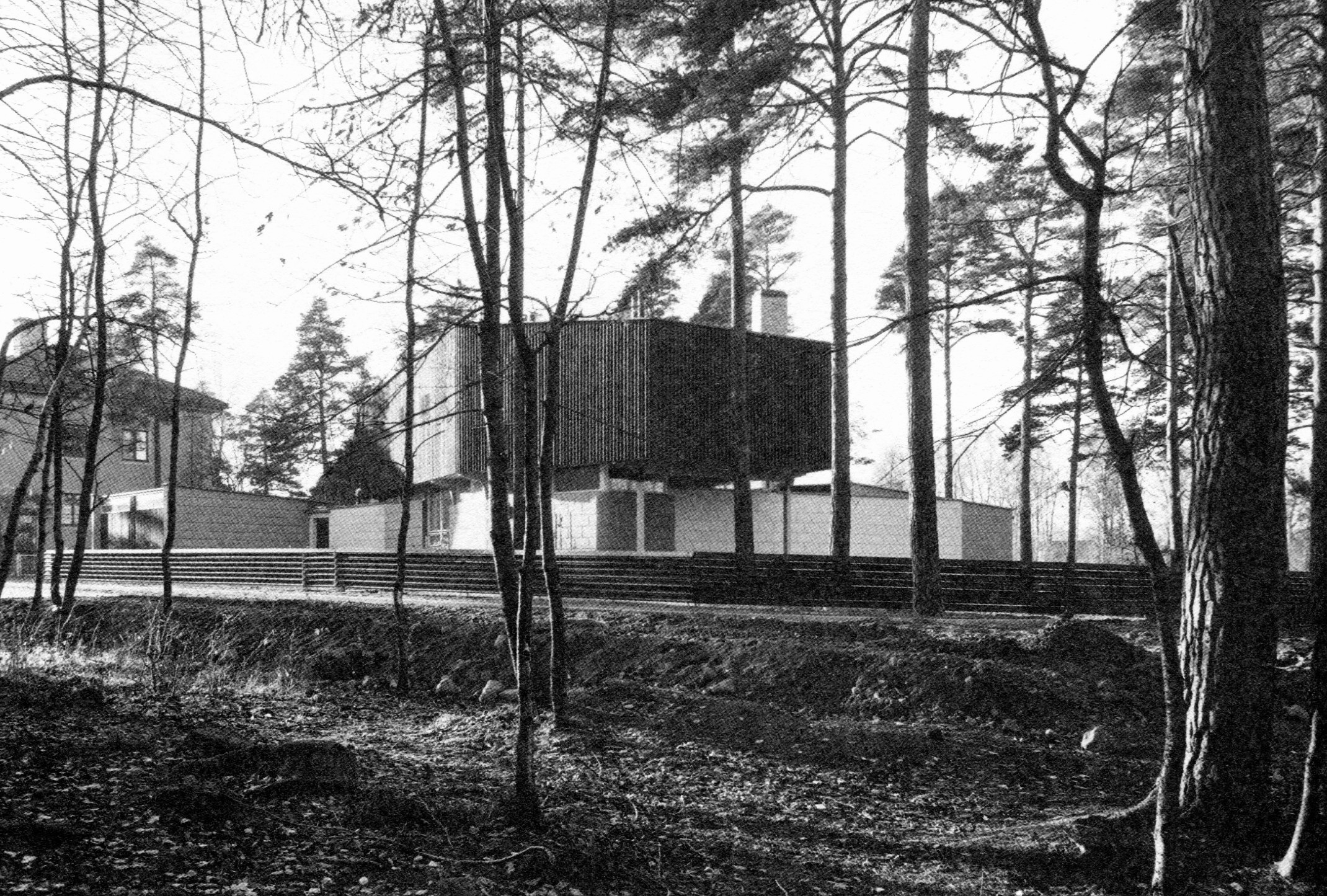
Villa Tesdorpf, fasad mot norr.

Huset fick de för Erskine typiska ”organiska” former och passades omsorgsfullt in i landskapet. Villan utformades kring de tre element som enligt Erskine är centrala i en svensk bostad: "insidans skyddande vinterplats, den inhägnade, vindskyddade uteplatsen, vänd mot solen för vår- och höstbruk, och en plats utomhus i den orörda skogen ".
I bottenvåningen anordnades kök, matsal och vardagsrum och i två separata huskroppar återfinns jungfrukammare och garage. Kök, serveringsrum och entré ligger i en yttre zon som omsluter matsalen.  I övre våningsplanet ritade Erskine fyra sovrum, ett arbetsrum och badrummet. De små fönstren på övre planet till badrum och hall har delvis dolts bakom fasadpanelens brädor. Bottenvåningens fönsterband, som ger ljus till köksdelens sekundärutrymmen, lades högt placerat under taket och bidrar till att övervåningen fick intryck av att "sväva" över bottenvåningen. Interiört märks väggpaneler i hyvlat och takpaneler i sågat furu.
Villa Tesdorpf fick uppmärksamhet både i Sverige och utomlands. Då och då besöker fortfarande internationella arkitektgrupper och andra kulturintresserade villan. Men när huset skulle byggas var Skövdes byggnadsnämnd tveksam till Erskines egensinniga skapelse. I ett utdrag från byggnadsnämndens protokoll i Skövde den 8 september 1953 kan man läsa följande:
| ” | Den ifrågasatta byggnadens yttre hade en sådan utformning att man måste ställa sig synnerligen tveksam i frågan huruvida byggnadslov skulle kunna meddelas. Den tomt, varpå byggnaden skall uppföras är emellertid så belägen och terrängen däromkring så beskaffad, att byggnadens yttre ej stör någon helhetsverkan, så som skulle bliva förhållandet på i stort sett vilken annan plats som helst på orten. | „ |

Byggnaden presenterades år 2015 i Sveriges Televisions serie Nordiska hus som ett av ”Husen som satte nordisk arkitektur på världskartan”.

## Interiörbilder

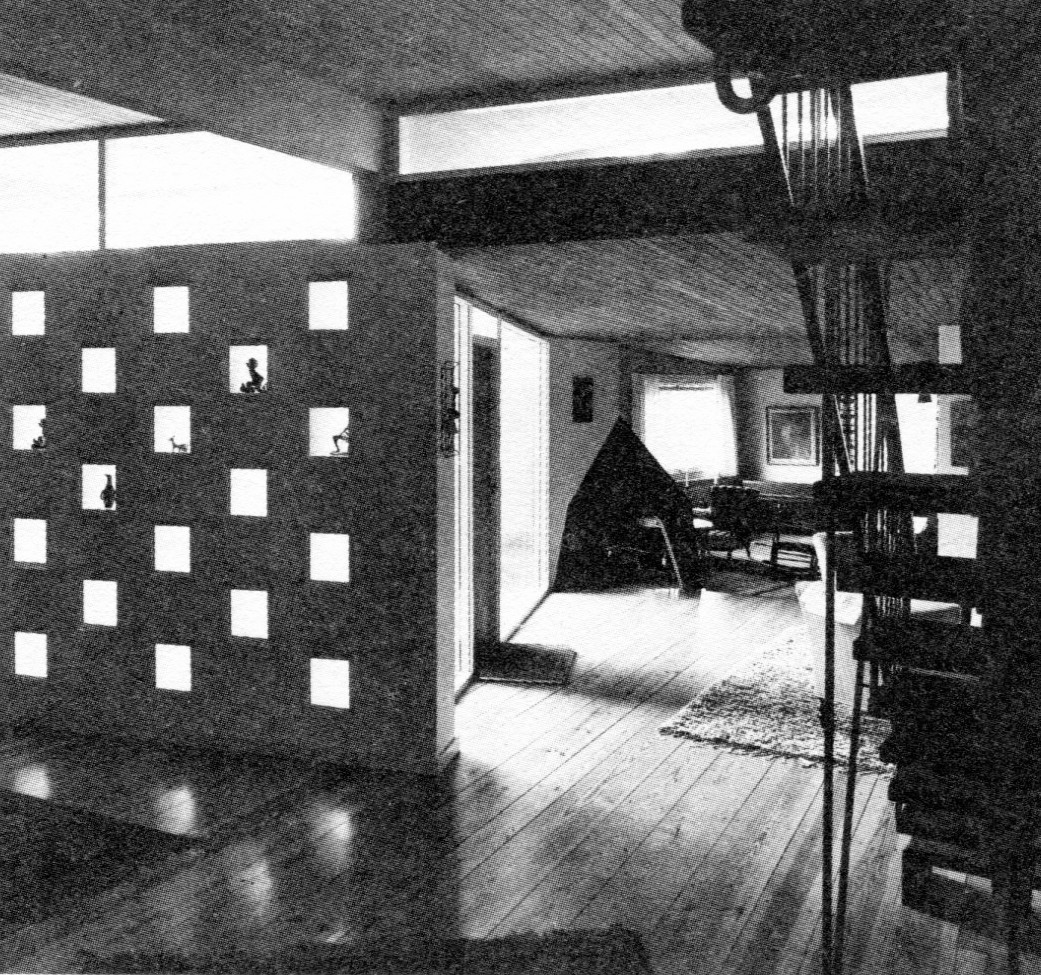
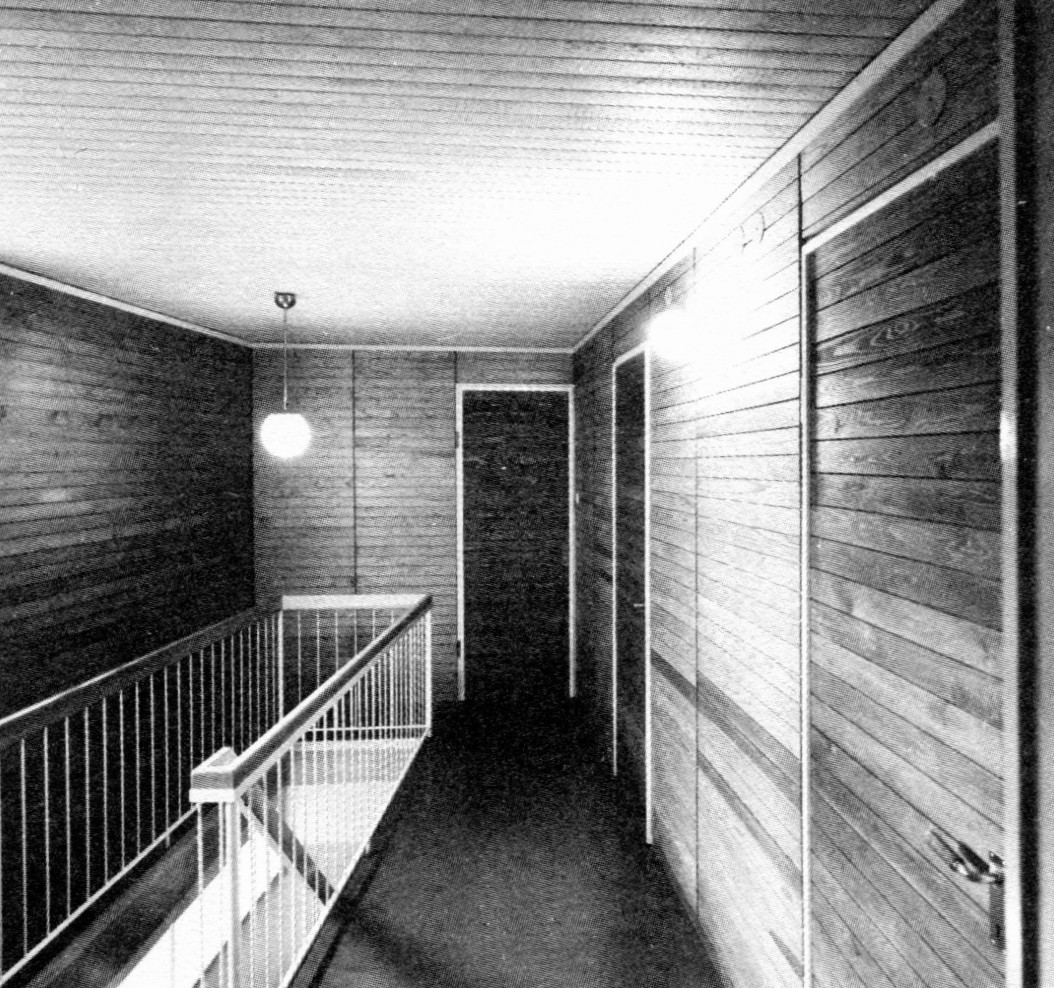
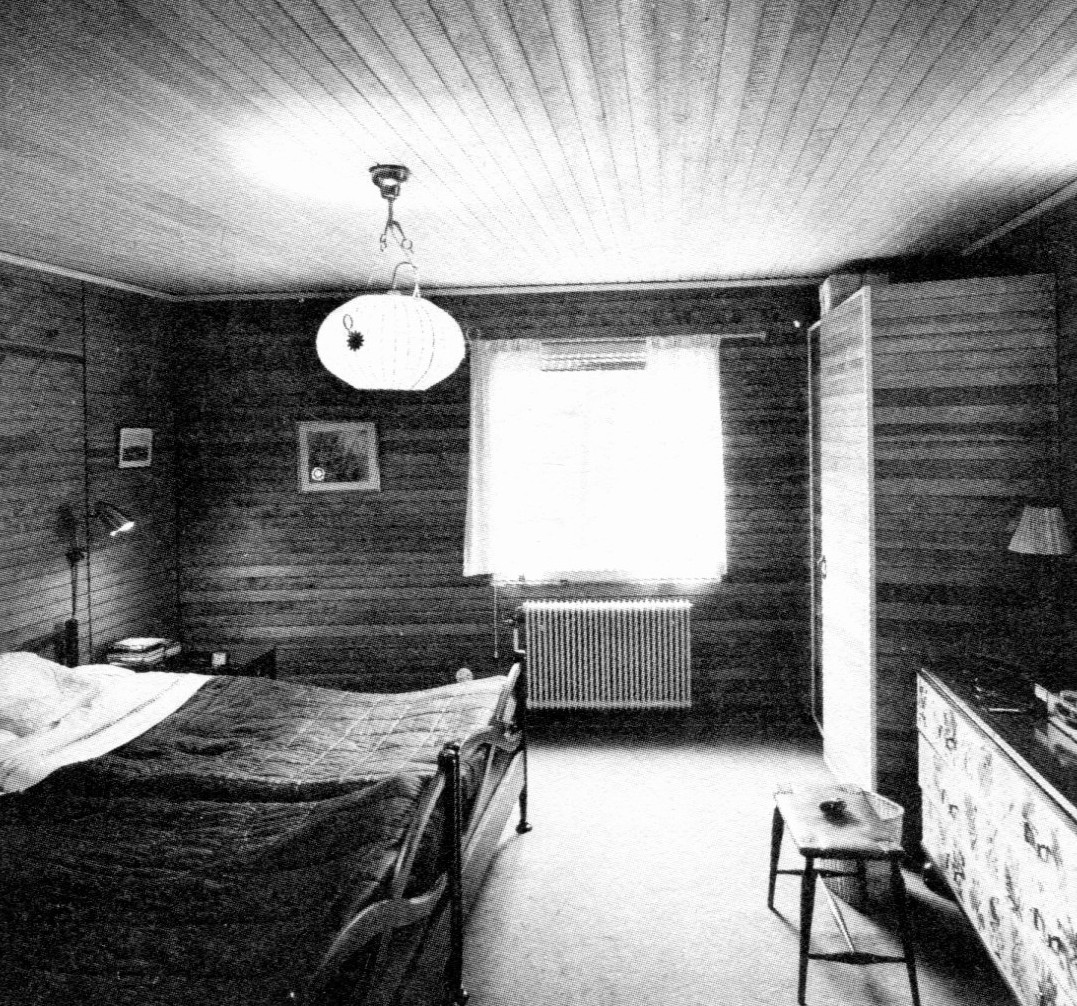
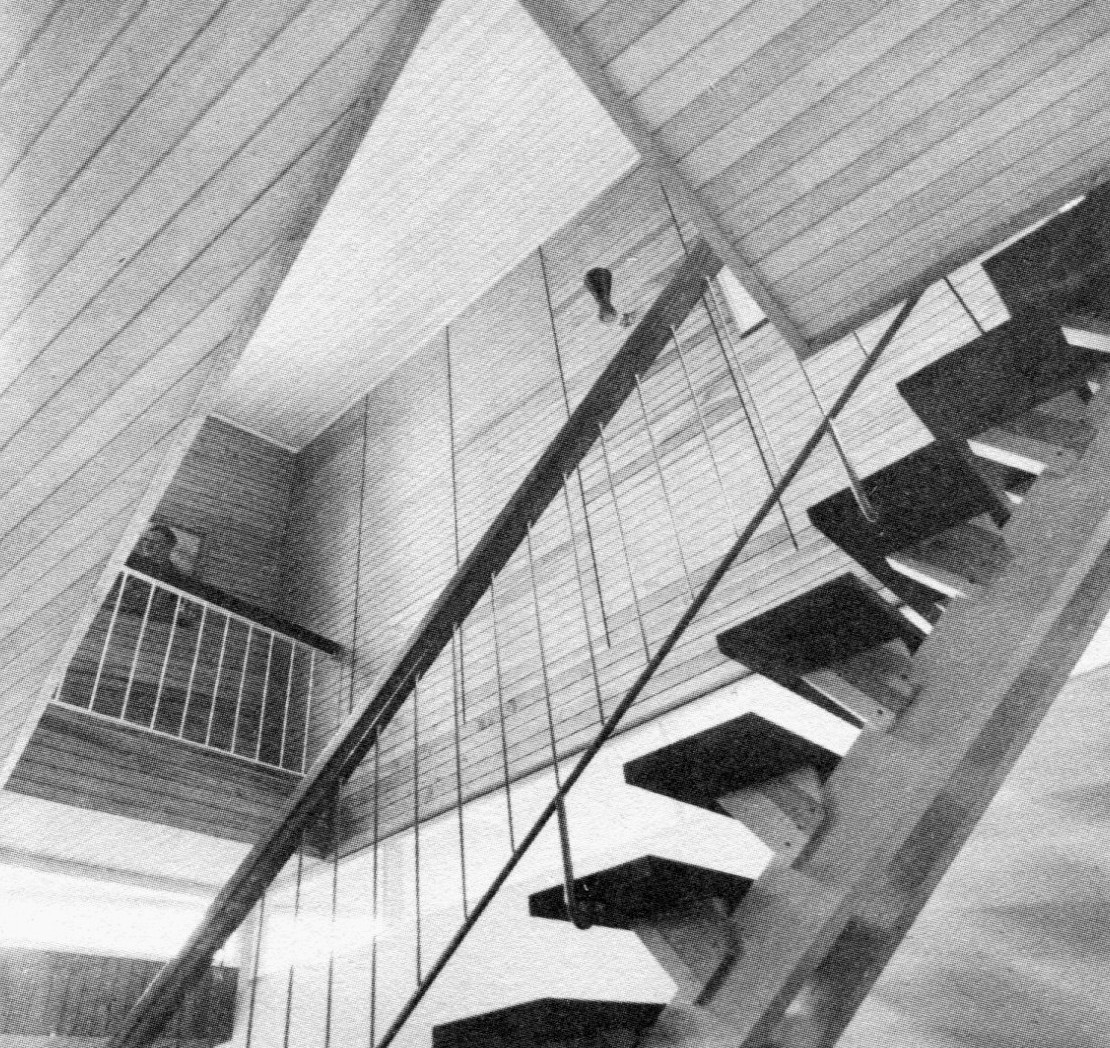